# 八田本町
八田本町（はったほんまち）は愛知県名古屋市中川区にある町名。丁番を持たない単独町名である。住居表示未実施。

## 地理
名古屋市中川区の中央部の北側に位置し、東に花池町、西に開平町、南に柳瀬町、北に八田町に接する。

## 世帯数と人口
2019年（平成31年）2月1日現在の世帯数と人口は以下の通りである。
| 町丁     | 世帯数  | 人口  |
| -------- | ------- | ----- |
| 八田本町 | 153世帯 | 241人 |

## 学区
市立小・中学校に通う場合、学校等は以下の通りとなる。また、公立高等学校に通う場合の学区は以下の通りとなる。
| 番・番地等 | 小学校               | 中学校               | 高等学校 |
| ---------- | -------------------- | -------------------- | -------- |
| 全域       | 名古屋市立常磐小学校 | 名古屋市立長良中学校 | 尾張学区 |

## 交通
- 愛知県道229号八田停車場線

## 施設
- 名古屋八田郵便局
- 三十三銀行 八田支店

## その他

### 日本郵便
- 郵便番号 : 454-0904[2]（集配局：中川郵便局[7]）。